# (5194) Böttger
(5194) Böttger ist ein Asteroid des mittleren Hauptgürtels, der am 24. September 1960 von dem niederländischen Astronomenehepaar Cornelis Johannes van Houten und Ingrid van Houten-Groeneveld entdeckt wurde. Die Entdeckung geschah im Rahmen des Palomar-Leiden-Surveys, bei dem von Tom Gehrels mit dem 120-cm-Oschin-Schmidt-Teleskop des Palomar-Observatoriums aufgenommene Feldplatten an der Universität Leiden durchmustert wurden.
Der Asteroid wurde nach dem deutschen Naturforscher und Alchemisten Johann Friedrich Böttger (1682–1719) benannt, der vor allem durch die Herstellung des ersten europäischen Porzellans bekannt wurde, die ihm 1708 mit E.W. von Tschirnhaus gelang.